# Wassgöttergraben
Der Wassgöttergraben, auch Wassergötterbach genannt, ist ein rund 1,1 Kilometer langer, linker Nebenfluss der Kainach in der Steiermark.

## Verlauf
Der Wassgöttergraben entsteht im östlichen Teil der Gemeinde Kainach bei Voitsberg, im nördlichen Teil der Katastralgemeinde Kohlschwarz, am westlichen Hang des Kohlschwarzkogel etwa 200 Meter westlich des Gipfels, südöstlich des Hofes Wassgötter. Er fließt zuerst in einem Linksbogen, danach in einem flachen Rechts- und Linksbogen und anschließend wieder in einem Linksbogen sowie einem flachen Rechtsbogen insgesamt nach Westen. Im Norden der Katastralgemeinde Kohlschwarz mündet er südlich des Hauptortes Kainach bei Voitsberg, südwestlich des Gasthofes Lind und etwa 50 Meter westlich der L341 in die Kainach, die danach etwas nach rechts abbiegt. Auf seinem Lauf nimmt der Wassgöttergraben keine anderen Wasserläufe auf.

## Hochwasserereignisse
Durch ein schweres Gewitter mit Hagel am 24. Juli 2016 trat der Wassgöttergraben sowie einige andere Bäche in der Nähe über seine Ufer und verursachte teilweise schwere Schäden an der umliegenden Infrastruktur, wie etwa Straßen.